# Berufsforschungs- und Beratungsinstitut für interdisziplinäre Technikgestaltung
Das Berufsforschungs- und Beratungsinstitut für interdisziplinäre Technikgestaltung ist ein eingetragener gemeinnütziger Verein, der seit dem 5. Juni 1985 menschengerechte Arbeitsgestaltung in Form von Forschung, Beratung und Qualifizierung in Organisationen und Unternehmen leistet.

## Geschichte
Der Verein wurde zu einer Zeit gegründet, in der das Thema neue Informations- und Kommunikationstechnologien (PC) drohten dazu genutzt zu werden, dass betriebliche Kräfteverhältnis zwischen Arbeitnehmer und Arbeitgeber grundlegend zu verschieben. Bilder vom „gläsernen Menschen“ und der „menschenleeren Fabrik“ charakterisierten die Ängste. Die Gründungsmitglieder hatten sich zu Ziel gesetzt, Rahmenbedingungen zu erarbeiten, wie die neuen Technologien von den Akteuren im Interesse aller eingesetzt werden können. Dafür war es jedoch erforderlich, genau diese Akteure, Interessensvertretungen, Betroffene und Entwickler an einen Tisch zu bringen – die Idee eines interdisziplinären Ansatzes war geboren.
Bis heute prägt den Verein ein interdisziplinäres Team aus Ingenieuren, Sozialwissenschaftler, Psychologen, Ökonomen und Arbeitswissenschaftler, die gemeinsam sowohl in Betriebsprojekten als auch in staatlich gefördertgen Forschungsprojekten sich für menschen gerechte Arbeit einsetzen.

## Forschungsfelder
In den Frühzeiten waren die Themenfelder Datenschutz, Software Customizing und Software Ergonomie die Hauptthemen und Arbeitsfelder.
Seit den späten 90er Jahren veränderten sich die Themenfelder von BIT e.V. zusehends in Richtung Arbeits- und Gesundheitsschutz. Mit dem 1996 in Kraft getretenen Arbeitsschutzgesetz ergaben sich insbesondere im Hinblick auf die menschengerechte Gestaltung von Arbeit neue Handlungsbedarfe. Der Forschungskontext war daher immer mehr geprägt von Umsetzungsprojekten im Kontext der Gestaltung von sich verändernden Arbeitsbedingungen, älterwerdenden Beschäftigten (Demografie) und zunehmender Digitalisierung. Die aktuelle Forschung beschäftigt sich daher mit dem Thema Arbeiten 4.0 und ihre Auswirkung auf die vorhandenen Arbeits- und Gesundheitsschutzanforderungen sowie bedarfsorientierte Arbeitsgestaltung in besonderen Schwerpunktthemen.

### Forschungsprojekte (Auswahl)
Das Institut forscht im Rahmen seines satzungsmäßigen Auftrages für verschiedene Landes- und Bundesministerien. Die Forschungsinhalte erstrecken sich dabei über alle Themenfelder menschengerechter und zukunftsorientierter Arbeitsgestaltung.

#### ZuArbeit
Das Projekt „ZuArbeit“ bietet Unternehmen des Maschinen- und Anlagenbaus Hilfen an, um die personellen Herausforderungen des demografischen und technologischen Wandels in einer modernen Arbeitswelt erfolgreich zu bewältigen. Dies geht nur gemeinsam – das heißt im engen Dialog zwischen Geschäftsleitung, Betriebsräten und Beschäftigten.
Im Mittelpunkt steht, die Beschäftigungsfähigkeit aller Belegschaftsgruppen durch Arbeitsgestaltungs- und Qualifizierungsmaßnahmen zu erhalten und zu fördern – unabhängig von Alter, Geschlecht oder Hierarchieebene.

#### NW4KW
„New Work für systemrelevante Bereiche (NewWork4Keyworker)“ ist ein Experimentierraum zur Entwicklung innovativer und attraktiver Arbeitsorganisationsformen und Arbeitsbedingungen in systemkritischen Bereichen. Zu diesen gehört das Gesundheitswesen, die öffentliche Verwaltung, die innere Sicherheit, der Brandschutz, die Bildung und Betreuung, die Logistik sowie die Informations- und Telekommunikation. Durch dieses Projekt sollen Empfehlungen erarbeitet werden, wie Firmen in diesen Bereichen ihre organisationale Resilienz stärken und somit dem Fachkräftemangel entgegenwirken können.

#### quali-tex
Die Textil- und Bekleidungsbranchen stehen unter hohen Wettbewerbsdruck und sehen sich den Problemen gegenüber, dass die Belegschaft alterszentriert ist, Fachkräfte fehlen und in großem Umfang ungelernte Arbeitskräfte eingesetzt werden. Ziel dieses Projektes ist es gemeinsam mit den betrieblichen Sozialpartnern und den Beschäftigten eine gender- und diversitätsensible Unternehmenskultur mit entsprechend angepasster Arbeitszeit- und Arbeitsplatzgestaltung zu entwickeln und umzusetzen. Qualifizierungs- und Einsatzmöglichkeiten für die Beschäftigten sowie die Attraktivität der Branche für Beschäftigte sollen so verbessert werden.

#### ORBiT
Basisarbeitende sind in Deutschland oft unzureichend in die betriebliche Arbeitsschutzorganisation eingebunden, haben seltener Zugang zu Angeboten der betrieblichen Gesundheitsförderung und arbeiten unter beanspruchenden Bedingungen. Sie verfügen über geringe Handlungsspielräume und haben seltener Zugang zu Weiterbildungsangeboten. Mit dem Projekt ORBiT (Organisationaler Respekt und Basisarbeit in der Transformation) sollen die Lebens- und Arbeitswirklichkeit der Basisarbeitenden sowie deren Sichtweise auf die betriebliche Wirklichkeit in den Fokus rücken. Die Wertschätzung und Anerkennung für die Basisarbeitenden, deren Arbeitsbedingungen sowie Arbeitszufriedenheit sollen auf diesem Wege verbessert werden. Vier Unternehmen aus der Kurier-, Express- und Paketbranche, der Gebäudereinigung und der Zeitarbeit konnten als Pilotunternehmen gewonnen werden.

## Beratung und Qualifizierung
Im gleichen Themenbereich bietet BIT e.V. daher Unternehmen unterschiedlicher Branchen und Größen sowie öffentliche Verwaltungen ein breites Leistungsspektrum an, welches immer mit dem Ziel der „Hilfe zur Selbsthilfe“ betrieben wird. Das Motiv ist dabei seit 1985 gleich: Wozu benötigen wir Forschung, Wissenschaft und Erkenntnisgewinn, wenn nicht zur Verbesserung des praktischen Tuns. BIT e.V. ist für verschiedene Bildungsträger in der Aus- und Weiterbildung von Beschäftigten aktiv, um den Gedanken menschengerechter und humaner Arbeitsbedingungen in die Unternehmen zu bringen.

## Publikationen
Im Zuge der Forschungstätigkeiten und der betrieblichen Unterstützung haben die Mitarbeiter des Vereins zahlreiche Veröffentlichungen in eigenen Publikationen oder Fachzeitschriften veröffentlicht.
- Lange, Andrea; Stöpel, Frank; Voß, Jürgen (Hrsg.)(2022):Betriebliches Eingliederungsmanagement in der Praxis - Arbeitsfähigkeit sichern, rechtssicher agieren, Potenziale nutzen. 3. Auflage. Freiburg: Haufe-Lexware
- Kolbe, Georg; Lange, Andrea(2022): Maßnahmen des Betrieblichen Eingliederungsmanagements. In: M. Lange/D. Matusiewicz/O. Walle (Hrsg.), Praxishandbuch Betriebliches Gesundheitsmanagement, Berlin: Erich Schmidt Verlag, S. 266–283.
- Lange, Andrea; Kolbe, Georg; Lange, Martin; Walle, Oliver (Hrsg) (2022): Praxishandbuch Betriebliches Gesundheitsmanagement. Grundlagen – Standards – Trends. Freiburg: Haufe-Lexware
- Berens, Tobias; Kolbe, Georg et al. (2021): Gestaltung und Integration erfahrungsbasierter Assistenzsysteme in der Stahlindustrie. Eine Reflexion aus dem Forschungsprojekt StahlAssist. In: W. Bauer/N. Müller/S. Mütze-Niewöhner/S. Stowasser/C. Zanker(Hrsg.), Arbeit in der digitalisierten Welt. Praxisbeispiele und Gestaltungslösungen aus dem BMBF-Förderschwerpunkt, Berlin: Springer Vieweg, S. 81–93.
- Kolbe, Georg; Lange, Andrea; Richter, Götz; Szymanski, Hans (2020): Teams und Belegschaften systematisch entwickeln - Drei Werkzeuge für Qualifizierung, gute Arbeitsgestaltung und Nachfolgeplanung im Mittelstand, 2. Auflage, Berlin: Initiative Neue Qualität der Arbeit
- Tobias Berens et al. (2019): Digitale, mobile situative Gefährdungsbeurteilung für sicheres Handeln am Beispiel der Stahlindustrie. In: M. Becker / M. Frenz / K. Jenewein / M. Schenk (Hrsg.), Digitalisierung und Fachkräftesicherung. Herausforderung für die gewerblich-technischen Wissenschaften und ihre Didaktiken, Bielefeld: Wbv, S. 119–134.
- Lange, Andrea; Stöpel, Frank; Voß, Jürgen (Hrsg.) (2018): Betriebliches Eingliederungsmanagement in der Praxis - Arbeitsfähigkeit sichern, rechtssicher agieren, Potenziale nutzen,  Freiburg: Haufe-Lexware
- Lange, Andrea; Mühlenbrock, Inga; Szymanski, Hans (2017): Arbeitsfähigkeit durch Belastungswechsel erhalten. In: Hecker, Hinz, Richter (Hrsg.): Produktionsarbeit in Deutschland - mit alternden Belegschaften, Berlin: Erich Schmidt Verlag, S. 119–133.
- Kolbe, Georg; Lange, Andrea; Mühlenbrock, Inga; Szymanski, Hans (2017): Initiative neue Qualität der Arbeit, In: Teams und Belegschaften systematisch entwickeln - Drei Werkzeuge für Qualifizierung, gute Arbeitsgestaltung und Nachfolgeplanung im Mittelstand, Berlin : Initiative Neue Qualität der Arbeit
- Szymanski, Hans (2016): Alternsgerechte Arbeitsgestaltung – Anforderungen, Instrumente, Beispiele, In: Frerichs, Frerich (Hrsg.): Altern in der Erwerbsarbeit – Perspektiven der Laufbahngestaltung, Wiesbaden: Springer Fachmedien.
- Kolbe, Georg; Termath, Wilhelm; Rademacher, Imke (2016): Mit betrieblicher Ausbildungsvorbereitung auch anspruchsvolle Bewerber frühzeitig integrieren, In: Westhoff, Gisela; Ernst, Helmut (Hrsg.): Heterogenität und Vielfalt in der beruflichen Bildung – Konzepte, Handlungsansätze und Instrumente aus der Modellversuchsforschung, Bielefeld: W. Bertelsmann Verlag.
- Szymanski, Hans; Lange, Andrea; Kolbe, Georg (2016): Arbeitsgestaltung im Betrieblichen Eingliederungsmanagement, In: Feldes, Werner; Niehaus, Mathilde; Faber, Ulrich (Hrsg.): Werkbuch BEM - Betriebliches Eingliederungsmanagement - Strategien und Empfehlungen für Interessenvertretungen, Frankfurt am Main: Bund-Verlag.
- Bundesanstalt für Arbeitsschutz und Arbeitsmedizin (Hrsg.): Aller guten Dinge sind drei! Altersstrukturanalyse, Qualifikationsbedarfsanalyse, alter(n)sgerechte Gefährdungsbeurteilung - drei Werkzeuge für ein demographiefestes Unternehmen; Publikation der Initiative Neue Qualität der Arbeit; Beratung: Andrea Lange, Hans Szymanski, 1. Auflage, 2010
- Jürgen, Karin; Blume, Andreas; Schleicher, Robert; Szymanski, Hans (1997): Arbeitsschutz durch Gefährdungsanalyse. Eine Orientierungshilfe zur Umsetzung eines zeitgemäßen Arbeitsumweltschutzes, Berlin: edition sigma